# Малое Онучино
Малое Онучино (мар. Изи Шопкер) — деревня в Сернурском районе Республики Марий Эл. Входит в состав Зашижемского сельского поселения.

## География
Находится в восточной части республики Марий Эл на расстоянии приблизительно 13 км по прямой на восток от районного центра посёлка Сернур.

## История
Известна с 1792 года как починок, где насчитывалось 5 дворов, проживали 37 человек. В 1884—1885 годах в 36 дворах числилось 230 человек, русские. В 1927 году в 49 дворах проживали 288 человек, в 1935 году в 64 хозяйствах — 350 человек. В 1940 году в колхозе состояло 57 дворов, проживали 319 человек. В 2003 году оставалось 6 дворов. В советское время работали колхозы «Спайка», имени Ворошилова, совхозы «Кугушенский» и «Россия».

## Население
Население составляло 17 человек (русские 65 %, мари 35 %) в 2002 году, 11 в 2010.